# Trachtenmode

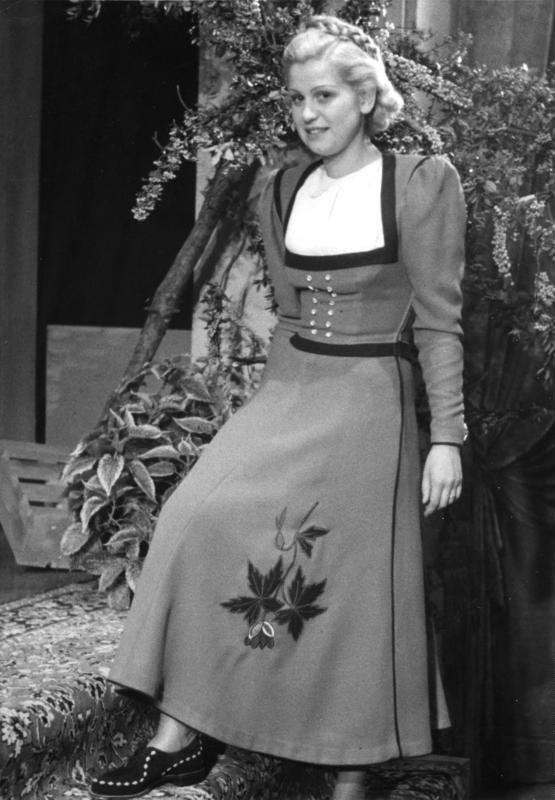
„Dirndl“, Modell Gundel; Leipziger Herbstmesse 1949

Trachtenmode ist modische Bekleidung, die sich in ihren Schnitten, Materialien, Stoffmustern und Accessoires an den vielfältigen Formen der Tracht bedient, ohne selbst Tracht sein zu wollen. Trachtenmode orientiert sich an aktuellen Modetrends und moderner Alltagskleidung.
Nach wissenschaftlicher Definition ist Trachtenmode „die Nutzbarmachung volkstrachtlicher Elemente für die Bedürfnisse der Mode. Nutzbarmachung in zweifachem Sinn: Adaption der erwähnten Elemente für den praktischen und in der Regel auch ästhetischen Gebrauch, aber auch Nutzbarmachung im Sinne der ökonomischen, industriellen und finanziellen Verwertung und Vermarktung der modisch adaptierten Trachtenkleidung.“ Kennzeichnend für den Unterschied zur überlieferten Tracht ist vor allem ihr kurzfristiger bzw. saisonaler Charakter; fallweise können sich Kreationen der Trachtenmode aber auch dauerhaft durchsetzen (Bsp. Kleidung aus Jägerleinen).
Der Begriff Landhausmode bzw. Landhaus-Stil bezeichnet ähnliche Entwicklungen und kann grundsätzlich synonym zu „Trachtenmode“ verwendet werden, wobei der Landhaus-Stil sich nur noch in wenigen Ansätzen des direkten Vorbilds der Trachten bedient und mit den Versatzstücken eine weitgehend eigene Formensprache entwickelt. Daher kann Landhausmode auch als wesentlich weiter gefasster Begriff verstanden werden, da bei der Trachtenmode eine mehr oder weniger ausgeprägte Ähnlichkeit zur überlieferten Tracht zu beobachten ist.
Die etablierte Trachtenforschung in der Volkskunde, deren Augenmerk auf Trachtenpflege und Trachtenerneuerung liegt, betrachtet die Trachtenmode kritisch und sieht sie hauptsächlich unter dem Aspekt der Kommerzialisierung volkstümlicher Traditionen sowie als Teilphänomen des Folklorismus. Vielfach wird die Landhausmode als eine Art Kostümierung zu bestimmten Anlässen verstanden und getragen.